# Michelle Victoria Alriani
Michelle Victoria Alriani (Bandung, Java Occidental, 20 de abril de 1997) es una reina de belleza indonesia. Fue coronada Miss Tierra Indonesia 2017 y representó a su país en el evento Miss Tierra 2017 que se llevó a cabo en Manila el 7 de noviembre de 2017.

## Reina de belleza
Antes de competir en Miss Tierra Indonesia, fue finalista de Miss Celebrity Indonesia 2016, donde aprendió los conceptos básicos para convertirse en una reina de belleza.

### Miss Tierra Indonesia 2017
Alriani superó a otras 30 mujeres de toda Indonesia en el evento Miss Tierra Indonesia 2017, cuya noche principal se llevó a cabo en Yakarta el 20 de julio de 2017. Michelle fue coronada por Miss Tierra Indonesia 2016, Luisa Andrea Soemitha. El concurso fue organizado por El John Pageants, Ltd.

### Miss Tierra 2017
Con su título como Miss Tierra Indonesia 2017, Michelle representó a Indonesia en el evento de nivel internacional Miss Tierra 2017, que se llevó a cabo en el Mall of Asia Arena en Manila, Filipinas, el 7 de noviembre de 2017. Aunque fue favorecida por sus buenas habilidades para hablar en público, Michelle no logró ganar ningún puesto en el evento.

## Vida personal
Alriani habla cuatro idiomas: indonesio, inglés, japonés y francés.